# Alcol deidrogenasi
La alcol deidrogenasi (ADH) è un enzima appartenente alla classe delle ossidoreduttasi, che catalizza la seguente reazione. Si tratta di una reazione reversibile che avviene nel citosol.
alcol + NAD+ ⇄ aldeide o chetone + NADH + H+
Si tratta di una proteina con un dito di zinco (per funzionare, ADH richiede la presenza di zinco), che agisce su alcoli primari e secondari. Negli animali, ma non nei lieviti, agisce anche su alcoli secondari ciclici.

## Ruolo metabolico
Nell'uomo e in molti altri animali il ruolo metabolico è quello di catabolizzare alcoli che altrimenti sarebbero tossici. Nel lievito e in molti batteri essi catalizzano la reazione opposta (formazione di alcoli a partire da aldeidi) come parte della fermentazione alcolica.
Questo enzima è quindi il responsabile della catalisi dell'etanolo e del metanolo. L'etanolo viene convertito in acetaldeide, mentre il metanolo in formaldeide, composto notoriamente tossico in grado di ledere la vista e in grandi quantità condurre alla morte: ciò significa che il pericolo conseguente all'ingestione di metanolo non deriva dal composto in sé, ma dall'azione catalitica dell'alcol deidrogenasi. Un buon modo per risolvere casi clinici di questo tipo è quello di somministrare quantità maggiori di etanolo che viene convertito in acetaldeide: l'alcol deidrogenasi infatti presenta un'affinità maggiore per l'etanolo, che funge da inibitore competitivo nei confronti del metanolo, e dunque in uguali concentrazioni l'alcol deidrogenasi si lega al primo ignorando il secondo che viene eliminato tramite i reni. Nei bambini al di sotto dei 5 anni la tossicità di alcol è più elevata a causa della fisiologica carenza di alcol-deidrogenasi epatica. Nel bambino 5ml/kg di alcol assoluto possono essere letali; per un bambino di 15 kg è già pericolosa la dose di 25 ml.

## Altre alcol deidrogenasi
Esistono diversi altri tipi di alcol deidrogenasi, tutte appartenenti alla sotto-sottoclasse EC 1.1.1, come:
- alcol deidrogenasi (NADP+), che utilizza NADP+ come coenzima;
- allil-alcol deidrogenasi;
- alcol deidrogenasi (NAD(P)+);
- aril-alcol deidrogenasi;
- aril-alcol deidrogenasi (NADP+);
- 3-idrossibenzil-alcol deidrogenasi;
- perillil-alcol deidrogenasi;
- (alcol a lunga catena) deidrogenasi;
- coniferil-alcol deidrogenasi;
- cinnamil-alcol deidrogenasi;
- alcol deidrogenasi (accettore) (appartenente alla sotto-sottoclasse EC 1.1.99).

L'alcol deidrogenasi classe I metabolizza la maggior parte dell'alcol, in quanto presenta il maggior grado di affinità. Nonostante alcol deidrogenasi classe II e classe II abbiano bassa affinità con il substrato, svolgono un ruolo fondamentale nel metabolismo dell'etanolo quando quest'ultimo è presente in alta concentrazione; in questo caso, questi enzimi lo metabolizzano velocemente aiutando nella reazione.

## Farmaci
L'alcol deidrogenasi viene inibita dal farmaco fomepizolo, utilizzato per trattare il glicole etilenico o overdose da metanolo.